# Weather Forecast
Weather Forecast（朝: 일기예보、ウェザー・フォーキャスト）は、韓国のバンド。天気予報を意味し、韓国名では日気予報（イルギイェボ）。

## 概要
- 2009年現在、韓国で活動するバンド「LoveHolic」のリーダーで音楽プロデューサーとしても活躍するカン・ヒョンミン（朝: 강현민, Kang Hyun Min）が在籍していたバンド。
- 1999年に解散したが、CMソングに使われるなどその後も根強い人気を誇っている。
- 日本では、2004年7月～9月に放送された月9ドラマ「東京湾景 ～Destiny of Love～」（主演：仲間由紀恵）に、『君さえいれば（クデマンイッタミョン）』（作詞・作曲・ヴォーカル：Kang Hyun Min）が主題歌として使われ、知られるようになった。

### 華原朋美との関連
- 上記のドラマ終了後、同曲を華原朋美が日本語カバー曲『あなたがいれば』として発表。「僕らの音楽」に華原が出演した際には、カンが来日し、デュエット共演が実現。
- 2004年の「第46回日本レコード大賞」では、韓国曲のカバーが初めてノミネートされ、華原が金賞を受賞。
- その後、カンは、華原にオリジナルの新曲『涙の続き』や、アルバム『NAKED』にも楽曲を提供。
- ちなみに、カンの楽曲「人形の夢」や「悲しい映画」は、台湾や香港などでもカバーされ、国際性を認められている。

## ディスコグラフィ（日本）
- 君さえいれば（2004年9月29日） - ラストアルバム『Beautiful Girl』を日本仕様でリリース